# Anders Franck
Anders Gunnar Lennart Franck, född 16 november 1951 i Habo församling, då i Skaraborgs län, är en svensk journalist, författare och litteraturvetare. Han var under många år knuten till Göteborgs-Posten och har författat ett antal böcker om Göteborg och kulturen i Väst- och Sydsverige.

## Biografi
Efter studentexamen i Skara studerade Franck vid Göteborgs universitet och avlade 1975 en filosofie kandidatexamen med litteraturvetenskap som huvudämne. Därefter var han åren 1976–1996 anställd vid Göteborgs-Posten. Senare verkade han som programchef vid Göteborgs universitet.
Sedan 2020 är Franck redaktör för Mediehistorisk årsbok, utgiven av Svensk Mediehistorisk Förening. Han har tidigare skrivit för Nationalencyklopedins årsbok.
Franck har författat ett antal böcker om Göteborg samt väst- och sydsvensk kultur. Det inkluderar en bok om Skåne (1997), Boken om Västra Götaland (2000), Avenyn (2001), Residenset i Göteborg (2001) och Jonsereds herrgård (2004). Under årens lopp har han återkommande skrivit för GP:s Världens gång-sida.